# Francis Pollet
Francis Pollet, nacido en Roubaix el 5 de mayo de 1964, es un General y profesor francés. De marzo de 2017 al 30 de junio de 2022, es director general del Institut polytechnique des sciences avancées.

## Biografía
Graduado de la École de l'air (promoción 1985), Francis Pollet comenzó su carrera como piloto de caza y piloto de carga donde realizó más de 100 misiones. Luego, se convirtió en piloto para el gobierno francés y más específicamente para el primer ministro Lionel Jospin y el presidente Jacques Chirac en Dassault Falcon 900 y Airbus Corporate Jet.
Después de eso, ha realizado una carrera de 15 años en recursos humanos y actividades operacionales. Ha sido asesor aeronáutico para el Ministerio de Defensa (Hervé Morin, Alain Juppé, Gérard Longuet y Jean-Yves Le Drian).
El 1 de septiembre de 2003, es nombrado director general de la École de l'air donde dirigió la transformación digital creando el MOOC en defensa aérea. En marzo de 2017, se convierte en director general del Institut polytechnique des sciences avancées, una gran escuela francesa de ingeniería aeronáutica y espacial. Deja su trabajo el 30 de junio de 2022, reemplazada por Valérie Cornetet.

## Distinciones
- Orden Nacional del Mérito
- Legión de Honor